# ポリティコ
ポリティコ（Politico）は、政治に特化したアメリカ合衆国のニュースメディアである。主にワシントンD.C.の議会やホワイトハウス、ロビー活動や報道機関の動向を取材し、テレビやインターネット、フリーペーパー、ラジオ、ポッドキャストなどの自社媒体を通じてコンテンツを配信している。

## 歴史
2007年1月23日、ワシントン・ポスト記者のジョン・F・ハリーズとジム・バンデヘイが設立。初代のCEOにはワシントンD.C.でABC系列のテレビ局を所有するアルブリトン・コミュニケーションズの社長のフレッド・ライアンが指名された。
ちょうどこの頃ソーシャルメディアが普及し、政治系ニュースサイトが台頭しつつあった。ポリティコは人気記者のベン・スミスを擁し、2008年アメリカ合衆国大統領選挙の間に閲覧数を大幅に伸ばし、ニューヨーク・タイムズやワシントン・ポストのウェブ版に並ぶほどの人気を博した。
2008年はリーマン・ショックが起きた年でもある。歴史的な不況下でアメリカの新聞社はリストラを進め、ワシントン支局の記者を大量に解雇した。しかし、ワシントンD.C.に関する報道は依然として必要性で高く、取材の穴を埋める必要があった。そこでポリティコが通信社的な役割を担い、ワシントンD.C.の記事を格安で配信することで存在感を高めていった。
設立当初のポリティコの職員数は60人だったが、2009年には100人を擁する組織に成長した。当時のポリティコの売上高は約1500万ドル（予想）であり、主な収入源はフリーペーパーだった。フリーペーパーの発行部数は月間3万2000部であり、ウェブサイトの閲覧者は月間670万人だった。
2010年10月にロバート・アルブリトンがCEOになった。アルブリトンは前述のアルブリトン・コミュニケーションズのオーナーの息子である。2012年アメリカ合衆国大統領選挙では政治系ニュースサイトの勢いがさらに増し、ポリティコは2012年ピューリッツァー賞（時事漫画部門）を受賞した。ニュースサイト間の競争も激しくなり、2011年12月にはバズフィードがポリティコからベン・スミスを引き抜いた。2013年9月、ポリティコはニューヨーク州やフロリダ州、ニュージャージー州などに支局を持つオンライン・ニュースサイトの「キャピタル・ニューヨーク」を買収し、同年10月には年6回発刊のオンライン・マガジンを開始した。2014年9月にはドイツのアクセル・シュプリンガーと提携してベルギーのブリュッセルに子会社を設立した。子会社は地元新聞の「ヨーロピアン・ボイス」を取得し、2015年4月に欧州版の「ポリティコ・ヨーロッパ」を開始した。
2015年頃からニュースメディアの読者のモバイルシフトが進んでいるが、ポリティコの読者には中高年が多いため移行が進まず、「ポリティコは時代の趨勢に乗り遅れている」との意見もある。
2016年アメリカ合衆国大統領選挙では、オンラインマガジンの不振や予算配分、方向性などを巡って社内対立が起こり、創業者のジム・バンデヘイがCEOのアルブリトンと対立して早期退社し、マイク・アレンなどの幹部数名が退職した。

### 化石燃料の宣伝広告
ザ・インターセプト、ネイション、DeSmogの共同調査で、ポリティコ（E&E News）は化石燃料業界の宣伝広告を掲載している大手メディアの1社であることが判明している。ポリティコの気候変動報道を担当するジャーナリストは、気候変動を引き起こし、対策を妨害した企業・業界との利益相反により、気候変動に関する報道の信頼性が低下し、読者が気候危機を軽視するようになることを懸念している。国際連合事務総長のアントニオ・グテーレスは、激化する地球温暖化を受けて、ポリティコをはじめとする大手メディアに化石燃料業界の広告掲載（グリーンウォッシングへの協力）をやめるよう警告している。

## 配信
2016年現在ポリティコの職員数は約500人であり、ワシントンD.C.やニューヨーク、ベルギーのブリュッセルなどに取材拠点がある。ポリティコは約3000の記事/月を作成し、メールマガジンの登録者に配信している。例えばマイク・アレンの朝のコラム「プレイブック」の登録者は10万人を超える。ポリティコはワシントンD.C.（約３万部）やブリュッセル（約2万9千部）でフリーペーパーを発行している。ワシントンD.C.のフリーペーパーは議会開催中に週5回、閉会中に週1回発行される。またオンライン・マガジンのプリント版（約3万3千部）も配布している。ウェブサイトの月間ユーザーは1200万人であり、欧州版は150万人である。モバイル版のページビューは3800万に及ぶ。全国版（Politico.com）の他に地方版（Politico Florida、Politico New Jersey、Politico New York）があり、欧州版（Politico Europe）も所有している。またCBSニュースやアルブリトン・コミュニケーションズのWJLA-TV、ケーブルテレビ局のニュースチャンネル8、ラジオ局のWTOP-FM、Yahoo!ニュースなどにも記事を配信している。

## イデオロギー
2007年、進歩主義的な監視団体のMedia Matters for Americaは、ポリティコについて「共和党に傾いている（Republican tilt）」との意見記事を発表し、ポリティコを非難した。しかし、2012年の調査によると、ポリティコの読者のうち民主党員の割合（29％）と共和党員の割合はほぼ同数であった。